# Logisticus fuscopunctatus
Logisticus fuscopunctatus är en skalbaggsart som beskrevs av Leon Fairmaire 1903. Logisticus fuscopunctatus ingår i släktet Logisticus och familjen långhorningar.
Artens utbredningsområde är Madagaskar. Inga underarter finns listade i Catalogue of Life.